# Liste der Bodendenkmäler in Buchenberg
Auf dieser Seite sind die Bodendenkmäler in dem schwäbischen Markt Buchenberg zusammengestellt. Diese Tabelle ist eine Teilliste der Liste der Bodendenkmäler in Bayern. Grundlage ist die Bayerische Denkmalliste, die auf Basis des Bayerischen Denkmalschutzgesetzes vom 1. Oktober 1973 erstmals erstellt wurde und seither durch das Bayerische Landesamt für Denkmalpflege geführt wird. Die folgenden Angaben ersetzen nicht die rechtsverbindliche Auskunft der Denkmalschutzbehörde.

## Bodendenkmäler in Buchenberg
| Lage                                                                          | Objekt | Akten-Nr.     | Bild                                  |
| ----------------------------------------------------------------------------- | --- | ------------- | ------------------------------------- |
| Kürnacher Wald ca. 120 m NW vom Gipfel des Änger (Standort)                   | Schanze der frühen Neuzeit (Kleine Schwedenschanze).                                                             | D-7-8226-0004 |                                       |
| Kreuzthal Kirchplatz/Friedhof (Standort)                                      | Mittelalterliche und frühneuzeitliche Befunde im Bereich der Kath. Pfarrkirche St. Martin                        | D-7-8226-0015 | weitere Bilder                        |
| Kürnacher Wald ca. 700 m westlich des Ursersbergs (Standort)                  | Schanze der frühen Neuzeit (Große Schwedenschanze).                                                              | D-7-8227-0011 |                                       |
| Masers (Standort)                                                             | Burgstall Masers→Burgstall des Mittelalters.                                                                     | D-7-8227-0012 |                                       |
| Ahegg (Standort)                                                              | Burgstall Ahegg→Burgstall des Mittelalters.                                                                      | D-7-8227-0013 |                                       |
| Ahegg (Standort)                                                              | Burgus Ahegg→Burgus der römischen Kaiserzeit und Burgstall des Mittelalters.                                     | D-7-8227-0014 | weitere Bilder                        |
| Stockach (Standort)                                                           | Burgstall Stockach→Burgstall des Mittelalters.                                                                   | D-7-8227-0040 |                                       |
| Eschach (Standort)                                                            | Mittelalterliche und frühneuzeitliche Befunde im Bereich der Kath. Filialkirche St. Sylvester                    | D-7-8227-2006 | Filialkirche St. Sylvester in Eschach |
| Buchenberg (Standort)                                                         | Burgstall Buchenberg (ehem. Burg Campimont)→Burgstall des Mittelalters.                                          | D-7-8327-0002 |                                       |
| Hehlen (Standort)                                                             | Burgstall Hehlen→Burgstall des Mittelalters.                                                                     | D-7-8327-0003 |                                       |
| Kenels (Standort)                                                             | Burgus Kenels→Burgus der römischen Kaiserzeit.                                                                   | D-7-8327-0004 | weitere Bilder                        |
| Kenels (Standort)                                                             | Wallburg Kenels→Befestigung vor- und frühgeschichtlicher oder mittelalterlicher Zeitstellung.                    | D-7-8327-0005 |                                       |
| Gemeindegebiet Von Stadtgrenze Kempten bis Marktgrenze am Letzbach (Standort) | Römerstraße Kempten–Bregenz→Straße der römischen Kaiserzeit (Kempten-Bregenz).                                   | D-7-8327-0007 | weitere Bilder                        |
| Buchenberg Kirchplatz/Friedhof (Standort)                                     | Mittelalterliche und frühneuzeitliche Befunde im Bereich der Kath. Pfarrkirche St. Magnus                        | D-7-8327-0059 | Pfarrkirche St. Magnus in Buchenberg  |
| Buchenberg vor westlichem Ortsende Wiese an der Lindauer Straße (Standort)    | Spätmittelalterliche und frühneuzeitliche Befunde im Bereich der Kath. Kapelle St. Georg                         | D-7-8327-0061 | weitere Bilder                        |
| Buchenberg Römerstraße (Standort)                                             | möglicherweise „Burgus Buchenberg“→Frühneuzeitliche Befunde im Bereich der Christi-Ruh-Kapelle mit Vorgängerbau. | D-7-8327-0062 | Christi-Ruh-Kapelle in Buchenberg     |
| Wirlings (Standort)                                                           | Mittelalterliche und frühneuzeitliche Befunde im Bereich der Kath. Filialkirche St. Nikolaus                     | D-7-8327-0064 | Filialkirche St. Nikolaus in Wirlings |